# Monanthes intermedia
Monanthes intermedia är en fetbladsväxtart som beskrevs av David Bramwell och Rowley. Monanthes intermedia ingår i släktet Monanthes och familjen fetbladsväxter. Inga underarter finns listade i Catalogue of Life.